# マル臨計画
マル臨計画（まるりんけいかく）は、日本海軍の戦備計画。正式名称は「情勢ニ応ズル軍備欠陥補充」だが、通称として漢字の「臨」のまわりをマルで囲って「マル臨計画」と呼ばれた。艦艇55隻の建造が計画され52隻が竣工した。

## 概要
1940年（昭和15年）のヨーロッパ情勢の急変に伴い、対米開戦への対応の施策の一部として計画された。1938年（昭和13年）10月28日付け軍令部「支那事変に関連する第三次戦備促進」と、1940年8月の海軍省、軍令部とで決定した「急迫せる世界情勢に即応する戦備促進要領」において示された艦船の建造計画の一部を、「情勢ニ応ズル軍備欠陥補充」（マル臨計画）と呼び計画が進められた。その内訳は潜水艦18隻、駆潜艇12隻、魚雷艇6隻、航空揮発油運搬艦6隻、掃海特務艇6隻、敷設特務艇4隻、運送艦3隻であり、合計55隻、5万7765トンである。マル臨計画には、⑤計画の練習航空隊の内、7箇所17隊の繰上整備が含まれていた。
艦艇予算の総額は2億1167万3千円で、魚雷艇の建造予算は第74帝国議会より昭和14年度臨時軍事費として、駆潜艇・潜水艦・航空揮発油運搬艦の建造予算は第76帝国議会より昭和16年度艦艇製造費として、運送艦・掃海特務艦・敷設特務艦の建造予算は同第76帝国議会より昭和16年度臨時軍事費として承認された。

## 計画艦艇
- 魚雷艇 - 6隻（120トン、58万0千円×6）
  - 一号型

第241号艦（第1号魚雷艇）、第242号艦（第2号魚雷艇）、第243号艦（第3号魚雷艇）、第244号艦（第4号魚雷艇）、第245号艦（第5号魚雷艇）、第246号艦（第6号魚雷艇）
- 駆潜艇 - 12隻（5280トン、231万5千円×12）
  - 第二八号型

第221号艦（第28号駆潜艇）、第222号艦（第29号駆潜艇）、第223号艦（第30号駆潜艇）、第224号艦（第31号駆潜艇）、第225号艦（第32号駆潜艇）、第226号艦（第33号駆潜艇）、第227号艦（第34号駆潜艇）、第228号艦（第35号駆潜艇）、第229号艦（第36号駆潜艇）、第230号艦（第37号駆潜艇）、第231号艦（第38号駆潜艇）、第232号艦（第39号駆潜艇）
- 潜水艦（中） - 9隻（8730トン、740万0千円×9）
  - 呂35型

第201号艦（呂35）、第202号艦（呂36）、第203号艦（呂37）、第204号艦（呂38）、第205号艦（呂39）、第206号艦（呂40）、第207号艦（呂41）、第208号艦（呂42）、第209号艦（呂43）
- 潜水艦（小） - 9隻（4725トン、435万9千円×9）
  - 呂100型

第210号艦（呂100）、第211号艦（呂101）、第212号艦（呂102）、第213号艦（呂103）、第214号艦（呂104）、第215号艦（呂105）、第216号艦（呂106）、第217号艦（呂107）、第218号艦（呂108）
- 給油艦（中） - 2隻（1万5900トン、1217万6千円×2）
  - 足摺型

第219号艦（足摺）、第220号艦（塩屋）
- 給油艦（小） - 4隻（1万7840トン、730万0千円×4）※建造中止
  - 洲埼型

第233号艦（高崎）、※第234号艦（剣埼）、※第235号艦（神埼）、※第236号艦（聖埼）
- 給糧艦 - 3隻（2760トン、211万0千円×3）
  - 杵埼型

第261号艦（早埼）、第262号艦（白埼）、第263号艦（荒埼）
- 掃海特務艇 - 6隻（1290トン、105万0千円×12）
  - 第一号型

第251号艦（第1号掃海特務艇）、第252号艦（第2号掃海特務艇）、第253号艦（第3号掃海特務艇）、第254号艦（第4号掃海特務艇）、第255号艦（第5号掃海特務艇）、第256号艦（第6号掃海特務艇）
- 敷設特務艇 - 4隻（1120トン、210万0千円×4）
  - 第一号型

第257号艦（第1号敷設特務艇）、第258号艦（第2号敷設特務艇）、第259号艦（第3号敷設特務艇）、第260号艦（第4号敷設特務艇）